# David Smith (tireur sportif)
Pour les articles homonymes, voir David Smith.
David J. Smith né le 10 avril 1880 et mort le 15 août 1945 était un tireur sportif sud-africain qui a participé aux Jeux olympiques d'été de 1920 et aux Jeux olympiques d'été de 1924.

## 1920 Anvers
En 1920, il a remporté la médaille d'argent avec l'équipe sud-africaine dans l'équipe de 600 mètres de fusil militaire, compétition à plat ventre.
Aux Jeux olympiques d'été de 1920, il a également participé aux événements suivants:
- Fusil militaire Team 300 et 600 mètres, couché - cinquième place
- Fusil militaire Team 300 mètres, couché - huitième place
- Fusil militaire Team 300 mètres, debout - neuvième place
- Fusil gratuit par équipe - dixième place
- Carabine libre de 300 mètres, trois positions - résultat inconnu

## 1924 Paris
Aux Jeux olympiques d'été de 1924, il a participé aux événements suivants :
- Fusil gratuit par équipe - neuvième place
- Fusil gratuit de 600 mètres - 59e place